# 귀여운 사랑
〈귀여운 사랑〉는 대한민국의 남매듀엣 현이와 덕이의 첫번째 정규음반 《순진한 아이》의 B면 4번 트랙으로 발표된 곡이다. 1975년 중학교 2학년(만 14세)의 나이로 오빠와 함께 TBC의 청소년을 위한 프로그램 '오라오라'에 출연해 불렀던 <꼬마인형>과 비슷한 내용의 가사를 담고 있어 이 곡 역시 장덕이 1975년에 작사 · 작곡한 것으로 여겨진다.

## 가사
<꼬마인형>이 좋아한다고 고백하며 인형을 준 소년과의 이별까지 다룬 것에 비해 <귀여운 사랑>은 좋아한다고 고백하며 소년이 인형을 주는 사실 만을 다루고 있어 <꼬마인형>의 전편인 듯한 느낌도 든다. 가사는, "마주 본 눈길에 사랑이 있데요 / 아무도 몰라요 둘만이 알아요 / 조그만 소녀가 사랑을 한데요 / 아무도 모르게 살짝이 한데요 / 귀여운 인형을 나에게 주면서 / 언제까지나 나만을 좋아한다고 했죠 / 생각만 해 봐도 마음이 야릇해 / 괜시리 혼자서 미소를 띄우죠".